# Pastinaca humilis
Pastinaca humilis är en flockblommig växtart som beskrevs av Calest. Pastinaca humilis ingår i släktet palsternackor, och familjen flockblommiga växter. Inga underarter finns listade i Catalogue of Life.